# Prescott (Iowa)
Prescott – miasto w Stanach Zjednoczonych, w stanie Iowa, w hrabstwie Adams. W 2000 liczyło 266 mieszkańców.